# 최지원 (1961년)
최지원(崔智媛)은 대한민국의 배우이다.

## 생애
서울특별시 출생이다. 배우 최수종의 친누나이다.
1980년 연극배우로 첫 데뷔하였고, 이후 뮤지컬 및 영화, 드라마 등에도 출연하였다. 1979년 MBC 11기 공채 탤런트로 선발되었다.
최지원도 뛰어난 미인으로, 한 때 배우 생활을 하였지만 1985년 결혼 직전에 은퇴하였다. 데뷔초기 다른이름은 최수원, 최수지를 사용했다.
1985년 싱어송라이터 겸 목회자 조하문(現 사랑의빛공동체 교회)과 결혼하여 슬하 2남을 두었다. 장남 조태관은 뮤지컬배우 겸 아트 디렉터이다.

## 출연작

### 연극
- 1980년 《갯마을》 ... 순임 역(주연)

### 뮤지컬
- 1981년 《사운드 오브 뮤직》 ... 리즐 폰 트라프 역(주연)

### 영화
- 1982년 《나는 할렐루야 아줌마였다》 ... 김성혜 역

### 텔레비전 드라마
- 1982년 KBS 드라마 《산하》
- 1982년 MBC 드라마 《박순경》 ... 사건 목격자이자 국민학교 급사 역(단역)
- 1983년 MBC 드라마 《갈채》
- 1983년 MBC 드라마 《조선 왕조 오백년 - 뿌리 깊은 나무》 ... 휘빈 김씨 역
- 1984년 MBC 드라마 《조선 왕조 오백년 - 설중매》 ... 천안군부인 한씨[1]
- 1984년 KBS 드라마 《독립문》 ... 황태자비 민씨 역
- 1985년 MBC 드라마 《조선왕조 오백년 - 임진왜란》 ... 온빈 한씨 역
- 1988년 KBS 드라마 《조선백자 마리아상》
- 1989년 KBS 드라마 《달빛가족》
- 1993년 SBS 드라마 《공룡선생》
- 1994년 KBS 드라마 《사랑의 인사》

## 가족 관계
- 배우자 : 조하문 (1959년 12월 24일 ~ )
  - 장남 : 조태관 (1986년 2월 12일 ~ )
  - 차남 : 조경관
- 남동생 : 최수종 (1962년 12월 18일 ~ )
  - 올케 : 하희라 (1969년 10월 30일 ~ )